# Кастамону (аеропорт)
Аеропорт Кастамону (IATA: KFS, ICAO: LTAL) (тур. Kastamonu Havalimanı)— аеропорт, розташований у місті Кастамону, Туреччина. 
Його було урочисто відкрито 5 липня 2013 року першим рейсом Turkish Airlines, що прибув зі Стамбула.

## Авіалінії та напрямки, вересень 2023
| Авіакомпанія     | Пункт призначення      |
| ---------------- | ---------------------- |
| Pegasus Airlines | Стамбул–Сабіха Гьокчен |
| Turkish Airlines | Стамбул                |

## Статистика
Див. джерело запитів Вікіданих та джерела.